# آپارتمانی برای سه نفر
آپارتمانی برای سه نفر (انگلیسی: A Flat for Three) یک فیلم کمدی ایتالیایی به کارگردانی کارلو وردونه است که در سال ۲۰۱۲ منتشر شد.

## بازیگران
- کارلو وردونه
- دایان فلری
- ماریا لوئیزا د کرشنتسو
- میکائلا رمتزوتی
- پیرفرانچسکو فاوینو
- مارکو جالینی